# Carlos Guevara
Carlos Guevara (3 d'abril de 1930) és un exfutbolista mexicà.

## Selecció de Mèxic
Va formar part de l'equip mexicà a la Copa del Món de 1950.